# Servius Sulpicius Rufus
Servius Sulpicius Rufus Lemonia (ca. 106 - 43 v.Chr.) was afkomstig uit de gens Sulpicia. Hoewel hij een "leek" was, werd hij een uitstekend rechtsgeleerde, die verscheidene werken over recht schreef. Een van zijn leerlingen, Publius Alfenus Varus, verzamelde zijn responsa. Hij was consul in 51 v.Chr.